# スヴァトヴェの戦い
スヴァトヴェの戦い（スヴァトヴェのたたかい）は、ロシアによるウクライナ侵攻中のウクライナ東部の都市ルハーンシク州スヴァトヴェを巡って進行中のロシア軍とウクライナ軍の軍事衝突である。この戦いは、ウクライナ陸軍がドネツク州の要衝リマンを奪還した翌日の2022年10月3日に始まった。

## 背景
2022年のロシアによるウクライナ侵攻中に、スヴァトヴェは2022年3月6日にロシア軍とルガンスク人民共和国軍の支配下に置かれた。2022年9月上旬のウクライナ軍の大規模反攻後、ロシア軍がスヴァトヴェから退却していると報じられたが、9月14日までにロシア軍は同市に戻ってきていた。プーチンが9月21日に部分動員令を発令した後、新たに採用された徴集兵の一部は、ウクライナの進軍に対抗するために精々僅か2日の訓練後に前線に配置するために送られたと伝えられている。
ルハーンシク州知事のセルヒイ・ハイダイによると、ウクライナの進軍に対抗するためにロシア軍はスヴァトヴェ及びウクライナが奪還を試みている別の都市クレミンナに通じる全ての道路に地雷を仕掛けているといい、10月25日には、ハイダイはロシア軍がスヴァトヴェ近くのクラスナ川の堤防全体にすらも地雷を仕掛けていると指摘した。

## 戦闘経過
10月2日にウクライナ軍がリマンを奪還した後（第二次リマンの戦い）、同軍はハルキウ・ルハンシクの州境に向けて前進した。10月3日、ウクライナ軍はボロヴァとその近郊の町シイキフカを奪還した。また、シイキフカのすぐ南の2つの村イジュムスケとドゥルジェリュビフカを奪還した。伝えられるところでは、ウクライナ軍はスヴァトヴェ・クレミンナ高速道路上のチェルボノポピフカに向けても進軍したが、10月5日までに押し戻された。
10月4日から5日にかけてウクライナ軍はボロヴァ北のボフスラフカとボリフスカ・アンドリーウカを奪還し、東に向かったウクライナ軍はルハーンシク州の二つの村フレキフカとマキイフカも占領した。10月9日、ウクライナ軍はクルフリャキフカを奪還し、ハルキウ州のオスキル川沿いの全ての集落を事実上支配下に置いた。
10月9日から13日にかけてウクライナ軍はルハーンシク州で小さな前進を遂げ、スヴァトヴェ南西にある村のノボリュービフカ、ネフスケ、ノヴォエホリフカ、ナディア、アンドリーウカを奪取した。北部では、ウクライナ軍はクロフマルネを奪還し、ハルキウとルハンシクの州境の一部を確保した。
10月24日までに、ウクライナ軍はルハーンシク州のカマジニフカ、ミアソジャリフカ、ネフスケ、ドネツク州のノヴォサドヴェを奪還した。10月29日、ウクライナ軍はスヴァトヴェ・クレミンナ高速道路で射撃統制を確立し、高速道路西の大半の村を支配下に置いた。
11月2日夜、ウクライナの情報筋はスヴァトヴェ地区のマキイフカの町近くのロシア軍大隊を壊滅させた。大隊の生存者によると、彼の部隊の兵士570人の内29人が生き延び、12人が負傷し、残りの529人は死亡したという。
伝えられるところでは、11月4日にロシアは反撃したが成功しなかったという。
11月中、ロシアの激しい抵抗や泥濘期（ラスプーティツァ）の始まりなどによりウクライナの全体的な攻勢は大幅に減速し、とりわけクピャンスク地域においてはしばしば停滞した。ウクライナ軍はスヴァトヴェ方向のP-7高速道路とP-66高速道路沿いで突破口を開くことはなかったが、報道によると、12月3日までにP-66高速道路南のクレミンナ近くにまで徐々に接触線を押し上げているという。
2月4日前後には、ロシア軍による「東部攻勢とされるもの」が開始されたが、OSINTのJ.like JJがTwitter上にて、ウクライナ軍がチェルボノポピフカに留まっていると報告している。
2月27日には、戦争研究所が、ロシア軍はチェルボノポピフカ付近でウクライナ軍を押し出したと報告した。
3月7日には、Twitter上にて、Ukrine Weapons Trackerが、チェルボノポピフカ近郊でロシアのT-80BV戦車がウクライナの砲撃により破壊されたと映像付きで報告した。また同日には、OSINTのWarMonitorが、Twitter上にて、ウクライナの第25独立空挺旅団がチェルボノポピフカにてロシア軍の戦車5両を撃破したと報告した。
3月8日には、ルハンシク州知事のセルヒー・ハイダイが、ロシア軍がチェルボノポピフカから撤退したと報告した。